# Kälkäjärvi (Joensuu, Norra Karelen, Finland)
Kälkäjärvi eller Kälkänjärvi är en sjö i Finland. Den ligger i kommunen Joensuu i landskapet Norra Karelen, i den sydöstra delen av landet, 400 km nordost om huvudstaden Helsingfors. Kälkäjärvi ligger 144,3 meter över havet. I omgivningarna runt Kälkäjärvi växer i huvudsak barrskog. Den är 8 meter djup. Arean är 1,96 kvadratkilometer och strandlinjen är 15,19 kilometer lång. Sjön  ingår i Jänisjokis huvudavrinningsområde. 